# Danh sách vườn quốc gia tại Hoa Kỳ

Biểu tượng logo của Cục Công viên Quốc gia, cơ quan quản lý các Vườn quốc gia Hoa Kỳ.

Hiện nay, Hoa Kỳ có 60 vườn quốc gia và khu bảo tồn được coi như là vườn quốc gia, được điều hành bởi cơ quan bảo tồn Cục Công viên Quốc gia thuộc Bộ Nội vụ Hoa Kỳ. Vườn quốc gia phải được thiết lập theo một đạo luật của Quốc hội Hoa Kỳ. Vườn quốc gia đầu tiên của Hoa Kỳ là Vườn quốc gia Yellowstone, được ký quyết định thành lập vào năm 1872 bởi tổng thống thứ 18 của Hoa Kỳ là Ulysses Simpson Grant, tiếp theo là vườn quốc gia Mackinac năm 1875 (ngừng hoạt động năm 1895), sau đó là Công viên Rock Creek (sau này sáp nhập vào Công viên Thủ đô Quốc gia, Sequoia và Yosemite được thành lập vào năm 1890. Vườn quốc gia mới nhất được thành lập năm 2018 là vườn quốc gia Gateway Arch. Đạo luật năm 1916 đã thành lập cơ quan bảo tồn vườn quốc gia để bảo tồn cảnh quan lịch sử và tự nhiên, động vật hoang dã, nhằm bảo tồn tính toàn vẹn cho các thế hệ tương lai. Các vườn quốc gia thường có một loạt các tài nguyên trên diện rộng. Nhiều vườn quốc gia trong số đó là các di tích quốc gia theo đạo luật bảo vệ di tích cổ của tổng thống trước khi được thông qua Quốc hội. Bảy vườn quốc gia được kết hợp như là một khu bảo tồn, 6 trong số đó nằm ở tiểu bang Alaska. Các khu vực có các mức độ bảo vệ khác nhau được quản lý cùng nhau nhưng được xem là các đơn vị riêng biệt. Tiêu chí lựa chọn vườn quốc gia bao gồm vẻ đẹp tự nhiên, đặc điểm địa chất độc đáo, hệ sinh thái bất thường và tiềm năng giải trí (mặc dù các tiêu chí này không phải lúc nào cũng được xem xét cùng nhau). Trong khi các di tích quốc gia thường được chọn bởi ý nghĩa lịch sử hoặc khảo cổ học. Có tất cả 14 vườn quốc gia được UNESCO công nhận là Di sản thế giới hoặc là một phần của Di sản thế giới lớn hơn, trong khi 21 vườn quốc gia là Khu dự trữ sinh quyển của thế giới.
Các vườn quốc gia thuộc 28 tiểu bang, cùng với khu vực đảo Samoa và quần đảo Virgin thuộc Hoa Kỳ. California là bang có nhiều nhất, với 9 vườn quốc gia, tiếp đến là Alaska với 8, Utah có 5, và Colorado có 4 vườn quốc gia. Vườn quốc gia Wrangell-St. Elias tại ở Alaska có diện tích 32.000 km² là vườn quốc gia lớn nhất Hoa Kỳ, nó thậm chí còn lớn hơn so với 9 tiểu bang nhỏ nhất. Ba vườn quốc gia lớn nhất đều ở Alaska, trong khi nhỏ nhất là Vườn quốc gia Gateway Arch ở tiểu bang Missouri với diện tích 192,83 mẫu Anh (0,7804 km2). Tổng diện tích bảo vệ của các vườn quốc gia là khoảng 52,2 triệu mẫu Anh (211.000 km2).
Năm 2017, lượng khách ghé thăm các vườn quốc gia Hoa Kỳ đạt kỷ lục 84 triệu lượt khách. Vườn quốc gia Great Smoky Mountains là vườn quốc gia có nhiều khách tham quan nhất với 11,3 triệu du khách trong năm 2017, tiếp theo là Grand Canyon, với 6,2 triệu lượt khách. Ngược lại, Vườn quốc gia và khu bảo tồn Cổng Bắc Cực chỉ có 11.187 người ghé thăm trong năm đó.
Một số vườn quốc gia đã bị xóa bỏ. Theo định nghĩa khác thì đôi khi vườn quốc gia được gọi là công viên quốc gia, đều được liệt kê dưới đây.
Dưới đây là danh sách các vườn quốc gia và khu bảo tồn được coi như là vườn quốc gia tại Hoa Kỳ.

## Danh sách
| Vườn quốc gia                                   | Hình ảnh | Vị trí                                                    | Ngày thành lập       | Diện tích                       | Mô tả |
| ----------------------------------------------- | -------- | --------------------------------------------------------- | -------------------- | ------------------------------- | --- |
| Vườn quốc gia Acadia                            |          | Maine 44°21′B 68°13′T / 44,35°B 68,21°T                   | 26 tháng 2 năm 1919  | [ chuyển đổi: số không hợp lệ ] | Vườn quốc gia bao gồm hầu hết diện tích đảo Mount Desert và một số đảo ven biển khác, vườn quốc gia Acadia bảo vệ các ngọn núi cao nhất bên bờ biển Đại Tây Dương, với các đỉnh núi đá granite, dải đất ven bờ biển, rừng và hồ nước ngọt, cửa sông, và môi trường sống tại các bãi triều. |
| Vườn quốc gia Quần đảo Samoa                    |          | Quần đảo Samoa 14°15′N 170°41′T / 14,25°N 170,68°T        | 31 tháng 10 năm 1988 | [ chuyển đổi: số không hợp lệ ] | Vườn quốc gia nằm về phía nam trên ba hòn đảo, được thành lập nhằm bảo vệ rạn san hô, rừng nhiệt đới, núi lửa và bãi biển trải dài cát trắng. Khu vực này cũng là nơi cư trú của nhiều loài động vật quý hiếm trong đó có cáo bay, chim điên bụng trắng, rùa biển, và 900 loài cá khác nhau. |
| Vườn quốc gia Arches                            |          | Utah 38°41′B 109°34′T / 38,68°B 109,57°T                  | 12 tháng 11 năm 1971 | [ chuyển đổi: số không hợp lệ ] | Vườn quốc gia có hơn 2.000 vòm sa thạch tự nhiên, bao gồm cả các cổng sa thạch. Khí hậu sa mạc trong và hàng triệu năm xói mòn đã tạo thành các cấu trúc đất đá tại một trong những nơi khô cằn của vỏ trái đất.Các hình thành địa chất khác như là những cột đá, ngọn tháp.. |
| Vườn quốc gia Badlands                          |          | Nam Dakota 43°45′B 102°30′T / 43,75°B 102,5°T             | 10 tháng 11 năm 1978 | [ chuyển đổi: số không hợp lệ ] | Badlands là vườn quốc gia bao gồm nhiều khối núi, núi hình chóp nhọn và các đồng cỏ. Đây là nơi giàu có nhất thế giới số lượng hóa thạch từ thời Oligocene, và đa dạng các loài động vật hoang dã bao gồm cả bò rừng bizon, cừu sừng lớn, chồn chân đen, và Cáo chạy nhanh.. |
| Vườn quốc gia Big Bend                          |          | Texas 29°15′B 103°15′T / 29,25°B 103,25°T                 | 12 tháng 6 năm 1944  | [ chuyển đổi: số không hợp lệ ] | Tên của vườn quốc gia này được đặt theo dòng sông Rio Grande uốn lượn dọc theo biên giới giữa Mỹ và México, công viên này bao gồm một phần của sa mạc Chihuahuan. Một loạt các hóa thạch kỷ Phấn trắng (Kỷ Creta) và Kỷ Đệ Tam cũng như các hiện vật văn hóa của người người bản địa châu Mỹ có mặt tại đây. |
| Vườn quốc gia Biscayne                          |          | Florida 25°39′B 80°05′T / 25,65°B 80,08°T                 | 28 tháng 6 năm 1980  | [ chuyển đổi: số không hợp lệ ] | Nằm ở Biscayne Bay, vườn quốc gia này ở tận cùng phía bắc của Florida Keys có bốn hệ sinh thái biển bao gồm: rừng ngập mặn, vịnh, các cồn cát, và rạn san hô. Động vật gồm nhiều loài bị đe dọa bao gồm Trichechus manatus, cá sấu Mỹ, rùa biển và cắt lớn. |
| Vườn quốc gia Black Canyon Gunnison             |          | Colorado 38°34′B 107°43′T / 38,57°B 107,72°T              | 21 tháng 10 năm 1999 | [ chuyển đổi: số không hợp lệ ] | Vườn quốc gia này bảo vệ 1/4 con sông Gunnison, trong đó có các vách núi tối từ thời tiền Cambri. Hẻm núi có sườn núi rất dốc, và nó là một địa điểm thú vị cho các môn thể thao mạo hiểm như đi bè trên sông và leo núi. Hẻm núi dốc hẹp có nhiều đá Gơnai (đá phiến ma) và đá phiến có màu đen nên vườn quốc gia có tên gọi nghĩa là "hẻm núi đen". |
| Vườn quốc gia Bryce Canyon                      |          | Utah 37°34′B 112°11′T / 37,57°B 112,18°T                  | 25 tháng 2 năm 1928  | [ chuyển đổi: số không hợp lệ ] | Bryce Canyon là một công viên tự nhiên khổng lồ dọc theo cao nguyên Paunsaugunt. Khu vực duy nhất có hàng trăm "cột ống khói" được hình thành bởi sự xói mòn địa chất. Khu vực này đã được người Mỹ bản địa biết tới và sau đó là những người Mormons. |
| Vườn quốc gia Canyonlands                       |          | Utah 38°12′B 109°56′T / 38,2°B 109,93°T                   | 12 tháng 9 năm 1964  | [ chuyển đổi: số không hợp lệ ] | Cảnh quan trong vườn quốc gia được tạo ra bởi xói mòn tạo thành các hẻm núi và đỉnh núi bằng phẳng bao quanh bởi sông Colorado, sông Green, và các nhánh sông khác, phân chia vườn quốc gia thành ba khu vực. Canyonlands có những đỉnh núi đá cao cùng nhiều đá được thiên nhiên điêu khắc, cũng như các hiện vật từ cổ của người Pueblo. |
| Vườn quốc gia Capitol Reef                      |          | Utah 38°12′B 111°10′T / 38,2°B 111,17°T                   | 18 tháng 12 năm 1971 | [ chuyển đổi: số không hợp lệ ] | Vườn quốc gia có các uốn nếp hình túi nước có chiều dài lên tới 160 km cho thấy được lớp địa chất của Trái đất. Cùng với đó là những tảng đá lớn nguyên khối, những mái vòm đá sa thạch cùng những vách đá có hình dạng như mái vòm của Tòa Quốc hội Hoa Kỳ. |
| Vườn quốc gia Carlsbad Caverns                  |          | New Mexico 32°10′B 104°26′T / 32,17°B 104,44°T            | 14 tháng 5 năm 1930  | [ chuyển đổi: số không hợp lệ ] | Carlsbad Caverns là vườn quốc gia có 117 hang động, hang dài nhất lên tới 120 dặm (190 km) dài. Các hang động là nơi trú ngụ của hơn 400.000 con dơi đuôi tự do Mexico cùng 16 loài khác. Trên mặt đất là sa mạc Chihuahuan và rắn chuông lò xo. Vườn quốc gia là các phòng thí nghiệm đá vôi ngầm dưới đất được hình thành từ kỷ Permi với nhiều các hóa thạch của san hô, bọt biển, động vật chân đốt, động vật da gai, bộ ba thùy, tảo biển... |
| Vườn quốc gia quần đảo Channel                  |          | California 34°01′B 119°25′T / 34,01°B 119,42°T            | 5 tháng 3 năm 1980   | [ chuyển đổi: số không hợp lệ ] | Năm trong số tám đảo thuộc quần đảo Channel được bảo vệ, và một nửa diện tích của vườn quốc gia này là bảo vệ vùng biển quanh quần đảo. Những hòn đảo có một hệ sinh thái độc đáo của vùng Địa Trung Hải. Đây là nhà của hơn 2.000 loài thực vật và động vật cạn, 145 loài trong số đó chỉ có ở duy nhất ở đây. Quần đảo này được biết đến bởi những người Chumash. |
| Vườn quốc gia Congaree                          |          | Nam Carolina 33°47′B 80°47′T / 33,78°B 80,78°T            | 10 tháng 11 năm 2003 | [ chuyển đổi: số không hợp lệ ] | Nằm trên dòng sông Congaree, vườn quốc gia này bao gồm lớn nhất diện tích bảo vệ vùng đầm lầy và những cánh rừng vùng đồng bằng ngập lũ còn lại ở Bắc Mỹ. Một số cây trong số chúng cao nhất ở Đông Mỹ. |
| Vườn quốc gia Hồ Crater                         |          | Oregon 42°56′B 122°06′T / 42,94°B 122,1°T                 | 22 tháng 5 năm 1902  | [ chuyển đổi: số không hợp lệ ] | Hồ Crater nằm trên miệng núi lửa Mount Mazama đã tồn tại cách đây 7.700 năm trước đây sau khi núi lửa phun trào. Nó là hồ sâu nhất ở Mỹ và được biết đến với màu xanh thăm thẳm đặc biệt của nó. Có hai hòn đảo trong hồ và dòng nước nào chảy vào hồ. Nước trong hồ hoàn toàn có được từ những trận mưa. |
| Vườn quốc gia Thung lũng Cuyahoga               |          | Ohio 41°14′B 81°33′T / 41,24°B 81,55°T                    | 11 tháng 10 năm 2000 | [ chuyển đổi: số không hợp lệ ] | Vườn quốc gia này nằm dọc theo sông Cuyahoga có nhiều thác nước, những ngọn đồi, những con đường mòn, và hiển thị về cuộc sống nông thôn. Kênh đào Ohio và Erie là kênh đào cho thuyền qua lại. Vườn quốc gia này có rất nhiều những ngôi nhà lịch sử, cầu cống, và các cấu trúc đi kèm. Vườn quốc gia có tour du lịch bằng xe lửa để tham quan các danh lam thắng cảnh trong vùng. |
| Vườn quốc gia Thung lũng Chết                   |          | California, Nevada 36°14′B 116°49′T / 36,24°B 116,82°T    | 31 tháng 10 năm 1994 | [ chuyển đổi: số không hợp lệ ] | Thung lũng Chếtlà nơi nóng nhất, thấp nhất, và khô cằn nhất tại Hoa Kỳ. Nhiệt độ ban ngày lên tới 130 °F (54 °C), đó là tại Badwater Basin, điểm thấp nhất ở Tây bán cầu. Vườn quốc gia có các hẻm núi, vùng đất cằn cỗi đầy màu sắc, cồn cát, núi, và là nơi sinh sống của hơn 1.000 loài thực vật tại các đường đứt gãy. [22]. |
| Vườn quốc gia và khu bảo tồn Denali             |          | Alaska 63°20′B 150°30′T / 63,33°B 150,5°T                 | 26 tháng 2 năm 1917  | [ chuyển đổi: số không hợp lệ ] | Núi Denali, ngọn núi cao nhất ở Bắc Mỹ nằm ở tiểu bang Alaska. Để vào được Denali một con đường duy nhất dẫn đến hồ Wonder. Denali và những đỉnh núi khác của dãy Alaska được bao phủ bởi các sông băng dài và các cánh rừng phương bắc. Động vật hoang dã bao gồm gấu xám Bắc Mỹ, cừu Dall, tuần lộc, và sói xám. |
| Vườn quốc gia Dry Tortugas                      |          | Florida 24°38′B 82°52′T / 24,63°B 82,87°T                 | 26 tháng 10 năm 1992 | [ chuyển đổi: số không hợp lệ ] | Quần đảo Dry Tortugas nằm tại đầu phía tây của Florida Keys, là địa điểm của Fort Jefferson, cấu trúc lớn nhất ở Tây bán cầu. Với hầu hết là bảo tồn biển, vườn quốc gia là nhà của các rạn san hô và nhiều xác tàu bị đắm và chỉ có thể tới được đây bằng máy bay hoặc tàu thuyền. |
| Vườn quốc gia Everglades                        |          | Florida 25°19′B 80°56′T / 25,32°B 80,93°T                 | 30 tháng 5 năm 1934  | [ chuyển đổi: số không hợp lệ ] | Vườn quốc gia Everglades là hệ sinh thái cận nhiệt đới tự nhiên lớn nhất tại Hoa Kỳ. Hệ sinh thái rừng ngập mặn và cửa sông, ven biển là nhà của 36 loài động vật quý hiếm được bảo vệ, bao gồm cả báo Florida, cá sấu Mỹ, và lợn biển. Vườn quốc gia là di sản thế giới, khu dự trữ sinh quyển thế giới và đang bị đe dọa bởi đang bị mất dần hệ sinh thái ngập nước ẩm ướt. |
| Gateway Arch                                    |          | Missouri 38°38′B 90°11′T / 38,63°B 90,19°T                | 22 tháng 2 năm 2018  | 192,83 mẫu Anh (0,8 km2)        | Gateway Arch là cổng vòm cao 630 ft (192 mét) dạng vòm xích được xây dựng để kỷ niệm Cuộc thám hiểm của Lewis và Clark, khởi xướng bởi Thomas Jefferson, và sau đó mở rộng về phía tây. Tòa án Cũ gần đó, bên kia con đường xanh ở phía tây của vòm, là địa điểm đầu tiên ra quyết định Dred Scott và Sandford về chế độ nô lệ. Một bảo tàng, nằm ở trung tâm du khách dưới lòng đất bên dưới vòm, mô tả công trình kiến trúc và quá trình mở rộng lãnh thổ về phía tây Hoa Kỳ ngày nay.                                                                                                  |
| Vườn quốc gia và khu bảo tồn Cổng Bắc Cực       |          | Alaska 67°47′B 153°18′T / 67,78°B 153,3°T                 | 2 tháng 12 năm 1980  | [ chuyển đổi: số không hợp lệ ] | Phần phía bắc của vườn quốc gia này bảo vệ một phần của dãy Brooks. Vùng đất này là nhà của người bản địa Alaska, họ đã sinh sống tại đây và nuôi tuần lộc trong suốt 11.000 năm. |
| Vườn quốc gia Glacier                           |          | Montana 48°48′B 114°00′T / 48,8°B 114°T                   | 11 tháng 5 năm 1910  | [ chuyển đổi: số không hợp lệ ] | Vườn quốc gia này là một phần của công viên hòa bình quốc tế Waterton-Glacier, vườn quốc gia có 26 dòng sông băng và 130 hồ nước được đặt tên theo các đỉnh núi trong dãy Rocky. Tại đây là nơi tốt nhất trên thế giới về các hóa thạch trầm tích có từ thời Proterozoi. |
| Vườn quốc gia và khu bảo tồn Vịnh Glacier       |          | Alaska 58°30′B 137°00′T / 58,5°B 137°T                    | 2 tháng 12 năm 1980  | [ chuyển đổi: số không hợp lệ ] | Vịnh Glacier là vườn quốc gia có rất nhiều sông băng dâng lên cao, cùng các ngọn núi và vịnh hẹp. Rừng mưa ôn đới và vịnh là nơi sinh sống của gấu xám Bắc Mỹ, dê núi, cá voi, hải cẩu, và đại bàng.Khi nơi đây phát hiện vào năm 1794 bởi George Vancouver, các vịnh hẹp được bao phủ bởi băng tuyết, nhưng các sông băng đã giảm đi hơn 65 dặm (105 km) bởi sự nóng lên của bầu khí quyển. Vườn quốc gia này cũng là một phần của di sản thế giới được công nhận bởi UNESCO vào năm 1979.                                                                                               |
| Vườn quốc gia Grand Canyon                      |          | Arizona 36°04′B 112°08′T / 36,06°B 112,14°T               | 26 tháng 2 năm 1919  | [ chuyển đổi: số không hợp lệ ] | Grand Canyon là một hẻm núi được tạo ra bởi sông Colorado có chiều dài 277 dặm (446 km), sâu 1 dặm (1,6 km) và rộng 15 dặm (24 km). Hàng triệu năm tiếp xúc đã hình thành lớp đất đá đầy màu sắc cùng các hẻm núi sâu tại cao nguyên Colorado. |
| Vườn quốc gia Grand Teton                       |          | Wyoming 43°44′B 110°48′T / 43,73°B 110,8°T                | 26 tháng 2 năm 1929  | [ chuyển đổi: số không hợp lệ ] | Grand Teton là ngọn núi cao nhất trong dãy Teton. Thung lũng Jackson Hole nằm trong vườn quốc gia có hồ Piedmont với hình ảnh phản chiếu lên hồ là các ngọn núi cao phủ đầy băng tuyết tạo nên cảnh vô cùng ấn tượng. |
| Vườn quốc gia Bồn Địa Lớn                       |          | Nevada 38°59′B 114°18′T / 38,98°B 114,3°T                 | 27 tháng 10 năm 1986 | 77.180,00 mẫu Anh (312,3 km2)   | Vườn quốc gia này xung quanh đỉnh núi Wheeler Peak, Bồn Địa Lớn có cây thông 5.000 năm tuổi thuộc loài thông Bristlecone cùng với đó là các lớp trầm tích, sông băng và các hang động đá vôi. Nó có một số bầu trời đêm đen tối nhất của đất nước, và có nhiều loài động vật bao gồm dơi tai lớn, linh dương sừng nhánh, và cá hồi. |
| Vườn quốc gia và khu bảo tồn Cồn Cát Lớn        |          | Colorado 37°44′B 105°31′T / 37,73°B 105,51°T              | 13 tháng 9 năm 2004  | [ chuyển đổi: số không hợp lệ ] | Những đụn cát cao nhất ở Bắc Mỹ có chiều cao lên đến 750 ft (230 m), đồng cỏ cao và các vùng đất ngập nước. Chúng được hình thành trên nền cát của sông Rio Grande tại thung lũng San Luis. Vườn quốc gia này cũng có núi cao (6 đỉnh núi cao trên 13.000 ft) hồ và các khu rừng cổ. |
| Vườn quốc gia Dãy núi Great Smoky               |          | Bắc Carolina, Tennessee 35°41′B 83°32′T / 35,68°B 83,53°T | 15 tháng 6 năm 1934  | [ chuyển đổi: số không hợp lệ ] | Dãy núi Great Smoky là một phần của dãy núi Appalachian bao gồm một loạt các dãy núi có độ cao khác nhau. Đây là nhà của hơn 400 loài động vật có xương sống, 100 loài cây, và 5000 loài thực vật khác. Đi bộ là điểm thu hút chính của vườn quốc gia này, với hơn 800 dặm (1.300 km) đường mòn, bao gồm 70 dặm (110 km) của đường mòn Appalachian. Các hoạt động khác đang đánh bắt cá, cưỡi ngựa, và tham quan gần 80 cấu trúc lịch sử. Vườn quốc gia Great Smoky Mountains là khu bảo tồn lớn nhất miền Đông và cũng là vườn quốc gia có số lượng khách tham quan nhiều nhất ở Hoa Kỳ. |
| Vườn quốc gia Dãy núi Guadalupe                 |          | Texas 31°55′B 104°52′T / 31,92°B 104,87°T                 | 15 tháng 10 năm 1966 | [ chuyển đổi: số không hợp lệ ] | Vườn quốc gia này có đỉnh Guadalupe Peak, điểm cao nhất ở Texas, hẻm núi McKittrick Canyon tuyệt đẹp với sự hiện diện của loài phong răng lớn. Vườn quốc gia cũng bao gồm một phần của sa mạc Chihuahuan, và một rạn san hô hóa thạch từ kỷ Permi. |
| Vườn quốc gia Haleakalā                         |          | Hawaii 20°43′B 156°10′T / 20,72°B 156,17°T                | 1 tháng 8 năm 1916   | [ chuyển đổi: số không hợp lệ ] | Núi lửa Haleakalā trên đảo Maui (đảo lớn thứ 3 thuộc quần đảo Hawaii) là một miệng núi lửa rất lớn với nhiều xỉ than hình nón, rừng Hosmer's Grove là khu "rừng ngoài hành tinh", với nhiều loài bản địa Hawaii như chim Nene. Phần ở Kipahulu có hồ nước với nhiều loài cá nước ngọt. Vườn quốc gia này có số lượng lớn nhất các loài có nguy cơ tuyệt chủng. |
| Vườn quốc gia Núi lửa Hawaii                    |          | Hawaii 19°23′B 155°12′T / 19,38°B 155,2°T                 | 1 tháng 8 năm 1916   | [ chuyển đổi: số không hợp lệ ] | Vườn quốc gia này nằm trên Đảo Lớn bảo vệ núi lửa Kilauea và núi lửa Mauna Loa, hai núi lửa vẫn còn hoạt động trên thế giới. Nơi đây có sự đa dạng hệ sinh thái từ mực nước biển cho đến ngọn núi lửa cao nhất ở độ cao hơn 13.000 foot (4.000 m). Vườn quốc gia là khu dự trữ sinh quyển, đồng thời là di sản thế giới được công nhận vào năm 1987. |
| Vườn quốc gia Hot Springs                       |          | Arkansas 34°31′B 93°03′T / 34,51°B 93,05°T                | 4 tháng 3 năm 1921   | [ chuyển đổi: số không hợp lệ ] | Đây là vườn quốc gia duy nhất trong một khu vực đô thị, đây cũng là quốc gia nhỏ nhất của Hoa Kỳ, được thành lập dựa trên các suối nước nóng tự nhiên đã được quản lý để sử dụng công cộng. Bathhouse Row là một tổ hợp các nhà tắm có tới 47 dòng suối nước nóng tự nhiên, trong đó có nhiều khoáng chất có lợi cho sức khỏe con người. |
| Vườn quốc gia Đảo Royale                        |          | Michigan 48°06′B 88°33′T / 48,1°B 88,55°T                 | 3 tháng 3 năm 1931   | [ chuyển đổi: số không hợp lệ ] | Là đảo lớn nhất trong hồ Superior, vườn quốc gia này là một khu bảo tồn bị cô lập và hoang sơ. Nơi đây có nhiều vụ đắm tàu, những con đường đi bộ dài cùng nơi qua lại của nhiều tàu thuyền. Nơi đây cũng bao gồm hơn 400 hòn đảo nhỏ trong vùng nước có diện tích 4,5 dặm (7,2 km) từ đảo Royale. Chỉ có 20 loài động vật có vú và một số loài được biết đến như sói và nai sừng tấm. |
| Vườn quốc gia Joshua Tree                       |          | California 33°47′B 115°54′T / 33,79°B 115,9°T             | 31 tháng 10 năm 1994 | [ chuyển đổi: số không hợp lệ ] | Bao gồm bộ phận của cao nguyên Colorado, sa mạc Mojave và dãy núi Little San Bernardino, đây là nhà của cây Joshua (Yucca brevifolia). Khắp vườn quốc gia có sự thay đổi hệ sinh thái độ cao tuyệt vời từ những cồn cát, hồ khô, núi non hiểm trở, và các tảng đá granite nguyên khối. |
| Vườn quốc gia và khu bảo tồn Katmai             |          | Alaska 58°30′B 155°00′T / 58,5°B 155°T                    | 2 tháng 12 năm 1980  | [ chuyển đổi: số không hợp lệ ] | Công viên này nằm trên bán đảo Alaska bảo vệ thung lũng Vạn Khói, một dòng chảy tro được hình thành bởi sự phun trào núi lửa Novarupta và Katmai năm 1912. Đây cũng là nơi của 2.000 con gấu nâu đến đây để bắt cá hồi và sinh sản. |
| Vườn quốc gia Kenai Fjords                      |          | Alaska 59°55′B 149°39′T / 59,92°B 149,65°T                | 2 tháng 12 năm 1980  | [ chuyển đổi: số không hợp lệ ] | Vườn quốc gia này nằm gần Seward trên bán đảo Kenai, nơi đây bảo vệ vùng băng đá Harding và có ít nhất 38 sông băng cùng vịnh hẹp xuất phát từ vùng băng giá này. Khu vực duy nhất khách tham quan tiếp cận được là bằng đường bộ là dòng sông băng Exit Glacier, trong khi phần còn lại chỉ có thể được quan sát bởi các tour du lịch bằng thuyền. |
| Vườn quốc gia Kings Canyon                      |          | California 36°48′B 118°33′T / 36,8°B 118,55°T             | 4 tháng 3 năm 1940   | [ chuyển đổi: số không hợp lệ ] | Đây là nhà của một số cây Sequoia khổng lồ (Sequoiadendron giganteum) nhiều thứ hai thế giới, vườn quốc gia cũng bao gồm một phần của sông Kings, với hẻm núi Kings Canyon đá granite, sông San Joaquin và hang Boyden. |
| Vườn quốc gia Thung lũng Kobuk                  |          | Alaska 67°33′B 159°17′T / 67,55°B 159,28°T                | 2 tháng 12 năm 1980  | [ chuyển đổi: số không hợp lệ ] | Thung lũng Kobuk có sông Kobuk dài 61 dặm (98 km) và ba cồn cát. Thung lũng được tạo ra bởi các sông băng, Đại Kobuk, Tiểu Kobuk, và đụn cát Hunt cao 100 ft (30 m) có nhiệt độ ban ngày lên tới 100 °F (38 °C), đây là những cồn cát lớn nhất ở Bắc Cực. Hai lần một năm, nửa triệu con tuần lộc di chuyển băng qua các cồn cát tạo ra một cảnh vô cùng ấn tượng. Vườn quốc gia cũng là nới có chứa hóa thạch thời kỳ băng hà. Đây là một trong những vườn quốc gia có ít người tới viếng thăm nhất tại Hoa Kỳ.                                                                          |
| Vườn quốc gia và khu bảo tồn Hồ Clark           |          | Alaska 60°58′B 153°25′T / 60,97°B 153,42°T                | 2 tháng 12 năm 1980  | [ chuyển đổi: số không hợp lệ ] | Khu vực xung quanh Hồ Clark bao gồm nhiều núi lửa hoạt động như núi Redoubt cùng sông, sông băng, và thác nước. Nơi đây cũng có những khu rừng mưa ôn đới, một cao nguyên vùng đất lạnh, và ba dãy núi. |
| Vườn quốc gia Núi lửa Lassen                    |          | California 40°29′B 121°31′T / 40,49°B 121,51°T            | 9 tháng 8 năm 1916   | [ chuyển đổi: số không hợp lệ ] | Đỉnh Lassen là ngọn núi lửa có mái vòm lớn nhất thế giới. Vườn quốc gia có khu vực thủy nhiệt, bao gồm các lỗ phun khí, suối và hồ bơi nước nóng, cùng với đá nóng và hiện tượng tỏa nhiệt của mặt đất. |
| Vườn quốc gia hang Mammoth                      |          | Kentucky 37°11′B 86°06′T / 37,18°B 86,1°T                 | 1 tháng 7 năm 1941   | [ chuyển đổi: số không hợp lệ ] | Với 392 dặm (631 km), Mammoth là hệ thống hang động dài nhất thế giới. Động vật trong hang động bao gồm 8 loài dơi, tôm hang Kentucky (Palaemonias ganteri), cá hang phương Bắc (Amblyopsis spelaea), và các loài kỳ nhông hang động. Trên mặt đất là sông Green cùng 70 dặm đường mòn và hố sụt và suối nước. Vườn quốc gia này được công nhận là khu dự trữ sinh quyển và cũng là một di sản thế giới của UNESCO. |
| Vườn quốc gia Mesa Verde                        |          | Colorado 37°11′B 108°29′T / 37,18°B 108,49°T              | 29 tháng 6 năm 1906  | [ chuyển đổi: số không hợp lệ ] | Khu vực này có 4.400 địa điểm khảo cổ của nền văn minh người Pueblo, những người sống cách đây 700 năm. Ngôi nhà trong vách đá được xây dựng trong thế kỷ XII và XIII như Cliff Palace, trong đó có 150 phòng, và Nhà Ban công với các đoạn đường hầm, hệ thống dẫn nước. |
| Vườn quốc gia Núi Rainier                       |          | Washington 46°51′B 121°45′T / 46,85°B 121,75°T            | 2 tháng 3 năm 1899   | [ chuyển đổi: số không hợp lệ ] | Núi Rainier là một ngọn núi lửa đang hoạt động, là đỉnh núi nổi bật nhất trong dãy Cascades. Nó được bao phủ bởi 26 sông băng như Carbon Glacier, Emmons Glacier là các sông băng lớn nhất ở lục địa Hoa Kỳ. Ngọn núi này phổ biến cho việc leo núi. Hơn một nửa diện tích của vườn quốc gia này được bao phủ bởi núi cao và các khu rừng núi cao. Thiên đường nằm ở trên sườn núi phía nam là một trong những nơi nhiều tuyết rơi nhất trên thế giới, Longmire là điểm bắt đầu của con đường mòn du lịch dài 93 km Wonderland bao quanh núi.                                             |
| Vườn quốc gia Bắc Cascades                      |          | Washington 48°42′B 121°12′T / 48,7°B 121,2°T              | 2 tháng 10 năm 1968  | [ chuyển đổi: số không hợp lệ ] | Vườn quốc gia này bao gồm hai phần hợp thành là khu bảo tồn quốc gia Hồ Ross và Hồ Chelan. Nơi đây có rất nhiều sông băng, và hoạt động phổ biến là đi bộ và leo núi Cascade Pass, Mount Shuksan, Mount Triumph và đỉnh Eldorado. |
| Vườn quốc gia Olympic                           |          | Washington 47°58′B 123°30′T / 47,97°B 123,5°T             | 29 tháng 6 năm 1938  | [ chuyển đổi: số không hợp lệ ] | Nằm trên bán đảo Olympic, phạm vi vườn quốc gia Olympic trải dài từ bờ biển Thái Bình Dương với vùng thủy triều và rừng nhiệt đới ôn đới đến núi Olympus. Dãy núi Olympic đóng băng quanh năm trừ vùng rừng mưa Hoh và rừng mưa Quinault là những khu vực ẩm ướt nhất của lục địa Hoa Kỳ. |
| Vườn quốc gia rừng hóa đá                       |          | Arizona 35°04′B 109°47′T / 35,07°B 109,78°T               | 9 tháng 12 năm 1962  | [ chuyển đổi: số không hợp lệ ] | Vườn quốc gia là một phần của kiến tạo Chinle có một số lượng lớn gỗ hóa thạch có niên đại 225 triệu năm tuổi. Khu vực xung quanh Painted Desert (sa mạc hội họa) đã bị xói mòn đỏ hung của đá núi lửa bentonite. Ngoài ra còn có hóa thạch khủng long và hơn 350 địa điểm khảo cổ văn hóa người Mỹ bản địa. |
| Vườn quốc gia Pinnacles                         |          | California 36°29′B 121°10′T / 36,48°B 121,16°T            | 10 tháng 1 năm 2013  | [ chuyển đổi: số không hợp lệ ] | Được biết đến với sự xói mòn của một núi lửa đã tắt, nơi đây phổ biến cho hoạt động leo núi. |
| Vườn quốc gia và bang Redwood                   |          | California 41°18′B 124°00′T / 41,3°B 124°T                | 2 tháng 10 năm 1968  | [ chuyển đổi: số không hợp lệ ] | Vườn quốc gia và vườn bang quản lý gần như là một nửa diện tích rừng Redwood còn lại trên Trái đất. Có ba hệ thống sông lớn ở khu vực này có hoạt động địa chấn mạnh mẽ. Cách đó 37 dặm (60 km) là vùng bờ biển bảo vệ hồ thủy triều và ngăn biển. Các đồng cỏ, cửa sông, bờ biển, sông, và các hệ sinh thái rừng cùng với sự đa dạng các loài động thực vật. |
| Vườn quốc gia Núi Rocky                         |          | Colorado 40°24′B 105°35′T / 40,4°B 105,58°T               | 26 tháng 1 năm 1915  | [ chuyển đổi: số không hợp lệ ] | Phần này của dãy núi Rocky có các hệ sinh thái khác nhau bao gồm 150 hồ ven sông, hệ sinh thái núi cao và rừng trên núi cao. Vườn quốc gia có số lượng lớn động vật hoang dã bao gồm cả nai, cừu núi, gấu đen, và báo sư tử sinh sống ở những ngọn núi đá và tại các thung lũng sông băng. Đỉnh núi Fourteener Longs và Hồ Bear là các điểm đến phổ biến của du khách. |
| Vườn quốc gia Saguaro                           |          | Arizona 32°15′B 110°30′T / 32,25°B 110,5°T                | 14 tháng 10 năm 1994 | [ chuyển đổi: số không hợp lệ ] | Chia dãy núi Rincon và Tucson thành các quận riêng biệt, sa mạc Sonoran khô vẫn là nhà của nhiều cộng đồng sinh học. Ngoài xương rồng Saguaro khổng lồ trùng tên với vườn quốc gia trên nơi đây còn có các loài xương rồng Barrel, xương rồng Cholla hay lê gai. Động vật đa dạng bao gồm cũng như dơi mũi dài, Cú lông đốm, và lợn lòi Pecari. |
| Vườn quốc gia Sequoia                           |          | California 36°26′B 118°41′T / 36,43°B 118,68°T            | 25 tháng 9 năm 1890  | [ chuyển đổi: số không hợp lệ ] | Vườn quốc gia này bảo vệ cánh rừng Sequoia khổng lồ, trong đó có loài cây lớn nhất thế giới cây sequoia. Nơi đây còn có hơn 240 hang động và ngọn núi Whitney, ngọn núi cao nhất ở lục địa Hoa Kỳ, với địa chất mái vòm đá granit và đá moro. |
| Vườn quốc gia Shenandoah                        |          | Virginia 38°32′B 78°21′T / 38,53°B 78,35°T                | 22 tháng 5 năm 1926  | [ chuyển đổi: số không hợp lệ ] | Dãy núi Blue Ridge được bao phủ bởi những cánh rừng gỗ cứng là nơi sinh sống của hàng chục ngàn động vật. Các con đường hẹp chạy qua nơi đây có chiều dài hơn 500 dặm (800 km) với những phong cảnh đẹp nhìn ra hai bên và các thác nước trên sông Shenandoah. |
| Vườn quốc gia Theodore Roosevelt                |          | Bắc Dakota 46°58′B 103°27′T / 46,97°B 103,45°T            | 10 tháng 11 năm 1978 | [ chuyển đổi: số không hợp lệ ] | Khu vực này chịu ảnh hưởng của tổng thống Theodore Roosevelt bây giờ là một vườn quốc gia bao gồm ba vùng đất cằn cỗi. Bên cạnh cabin lịch sử của Roosevelt, còn có nhiều danh thắng cùng những con đường bộ qua những vùng đất hẻo lánh. Động vật hoang dã bao gồm bò bison châu Mỹ, Linh dương sừng nhánh, cừu sừng lớn và ngựa hoang dã. |
| Vườn quốc gia Quần đảo Virgin                   |          | Quần đảo Virgin 18°20′B 64°44′T / 18,33°B 64,73°T         | 2 tháng 8 năm 1956   | [ chuyển đổi: số không hợp lệ ] | Đảo Saint John có lịch sử cùng vẻ đẹp thiên nhiên vô cùng ấn tượng. Nơi đây có các địa điểm khảo cổ của nền văn minh Taínos và di tích đồn điền mía từ thời Columbus. Cùng với đó là các bãi biển hoang sơ, rừng ngập mặn, thảm cỏ biển, rạn san hô và các vùng đồng bằng tảo tạo ra cảnh quan văn hóa đặc sắc. |
| Vườn quốc gia Voyageurs                         |          | Minnesota 48°30′B 92°53′T / 48,5°B 92,88°T                | 8 tháng 1 năm 1971   | [ chuyển đổi: số không hợp lệ ] | Vườn quốc gia này có địa bảo vệ bốn hồ chính, là một địa điểm thú vị cho chèo thuyền dã ngoại, đi thuyền kayak và câu cá. Nơi đây có một lịch sử của người Ojibwe về hoạt động buôn bán lông thú với những người Pháp. Ngoài ra, nơi đây còn có rất nhiều các sông băng, vườn đá, hải đảo, vịnh, và các tòa nhà lịch sử. |
| Vườn quốc gia Hang Wind                         |          | Nam Dakota 43°34′B 103°29′T / 43,57°B 103,48°T            | 9 tháng 1 năm 1903   | [ chuyển đổi: số không hợp lệ ] | Các hang động được phát hiện bởi những âm thanh của gió thổi qua một lỗ trên mặt đất. Đây là hệ thống hang động dày đặc nhất thế giới. Trên mặt đất là một thảo nguyên cỏ hỗn hợp với các loài động vật như bò rừng bizon, chồn chân đen, cầy thảo nguyên, và rừng thông Ponderosa là nhà của báo sư tử và nai sừng tấm. |
| Vườn quốc gia và khu bảo tồn Wrangell–St. Elias |          | Alaska 61°00′B 142°00′T / 61°B 142°T                      | 2 tháng 11 năm 1980  | [ chuyển đổi: số không hợp lệ ] | Khu vực này có sự hội tụ của Alaska, Chugach, và dãy Wrangell-Saint Elias, có nhiều ngọn núi cao nhất châu lục với độ cao hơn 16.000 ft (4.900 m) như núi Saint Elias. Hơn 25% diện tích của vườn quốc gia này là các đỉnh núi lửa được bao phủ bởi băng tuyết cùng các sông băng, như sông băng Hubbard Tidewater Glacier, Glacier Piedmont Malaspina và thung lũng Nabesna Glacier. Đây là vườn quốc gia rộng lớn nhất của Hoa Kỳ và là một phần của di sản thế giới được công nhận vào năm 1979.                                                                                       |
| Vườn quốc gia Yellowstone                       |          | Wyoming, Montana, Idaho 44°36′B 110°30′T / 44,6°B 110,5°T | 1 tháng 3 năm 1872   | [ chuyển đổi: số không hợp lệ ] | Nằm ở miệng núi lửa Caldera Yellowstone, đây là vườn quốc gia đầu tiên của Mỹ và trên thế giới. Nơi đây có các khu vực rộng lớn địa nhiệt như suối nước nóng và các mạch nước phun, nổi tiếng nhất như Old Faithful hay Grand Prismatic Spring. Vườn quốc gia còn có rất nhiều những thác nước cùng 4 dãy núi chạy qua. Yellowstone có gần 60 loài động vật có vú, bao gồm cả sói xám, gấu xám Bắc Mỹ, mèo rừng, bò rừng bizon, nai sừng tấm. |
| Vườn quốc gia Yosemite                          |          | California 37°50′B 119°30′T / 37,83°B 119,5°T             | 1 tháng 10 năm 1890  | [ chuyển đổi: số không hợp lệ ] | Vườn quốc gia Yosemite có các vách đá cao chót vót, thác nước cùng với những cây Sequoia khổng lồ và là một trong khu vực đa dạng về địa chất thủy văn. Mái vòm đá granit Half Dome và khối núi El Capitan được hình thành và đẩy lên từ các sông băng hình thành tại trung tâm thung lũng Yosemite. Vườn quốc gia có thác nước Yosemite, thác nước cao nhất Bắc Mỹ. Ba lùm Sequoia khổng lồ hoang dã rộng lớn là nhà của động vật hoang dã đa dạng. |
| Vườn quốc gia Zion                              |          | Utah 37°18′B 113°03′T / 37,3°B 113,05°T                   | 19 tháng 11 năm 1919 | [ chuyển đổi: số không hợp lệ ] | Khu vực này có địa chất độc đáo với các hẻm núi sa thạch đầy màu sắc, cao nguyên và tháp đá. Vòm tự nhiên và sự hình thành của cao nguyên Colorado tiếp xúc tạo nên một vùng hoang dã lớn của 4 hệ sinh thái. |